# Henry Newton
Henry Newton (født 18. februar 1944 i Nottingham, England) er en engelsk tidligere fodboldspiller (midtbane. Han blev engelsk mester med Derby i 1975.

## Titler
Engelsk mesterskab
- 1975 med Derby County

FA Charity Shield
- 1970 med Everton
- 1975 med Derby County